# Cartografia di Rea

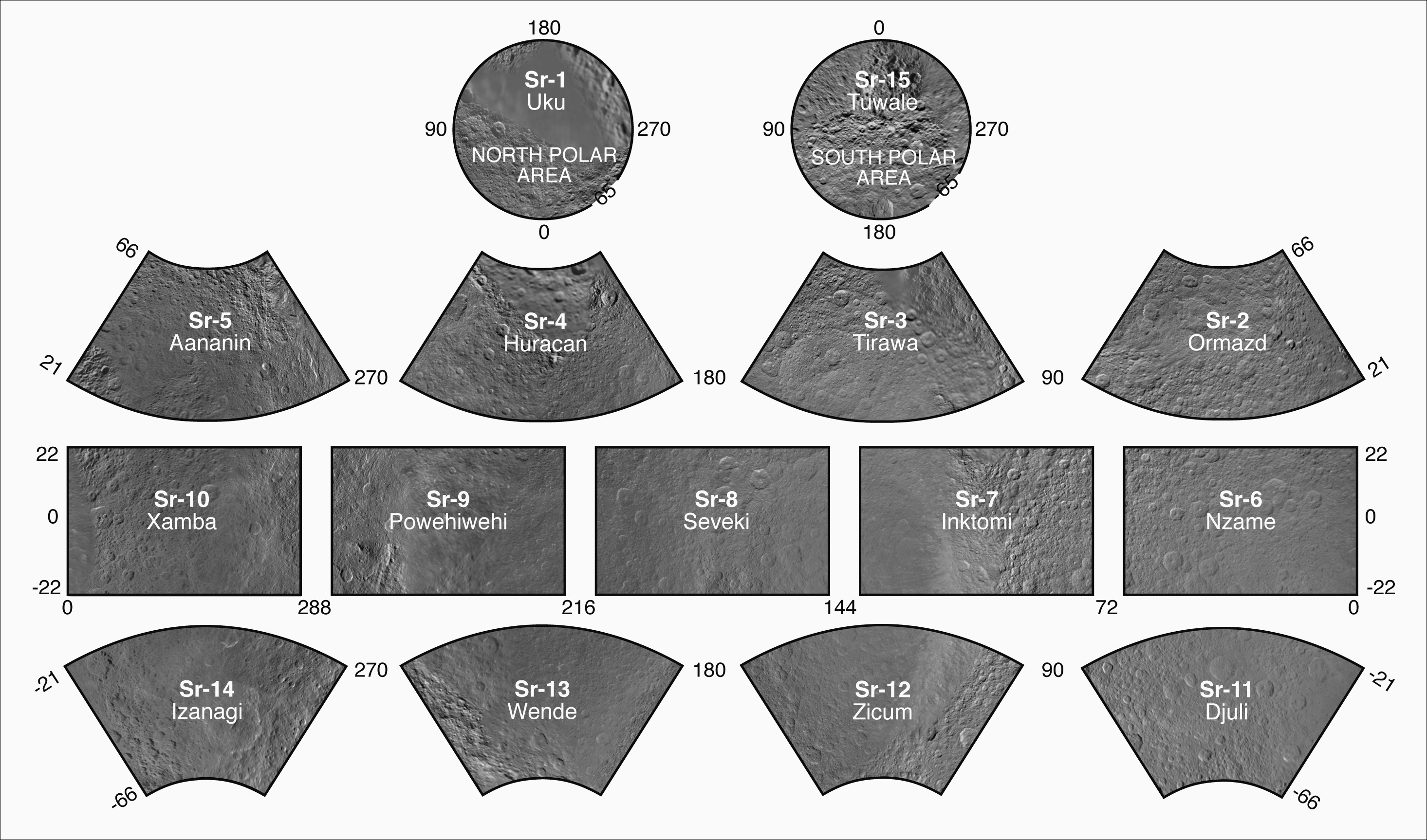
Le maglie di Rea.

Per la cartografia di Rea, l'Unione Astronomica Internazionale ha convenzionalmente suddiviso la superficie del satellite secondo un reticolato, adatto ad una rappresentazione in scala 1:1.500.000, che definisce 15 maglie.
La cartografia è il risultato dell'elaborazione delle immagini di dettaglio ottenute durante i sorvoli ravvicinati compiuti dalla sonda Cassini, con precedenti immagini a minor definizione ottenute con telescopi spaziali e durante le missioni del Programma Voyager.
Alle maglie del reticolato è stato assegnato un codice di tipo Sr-n, dove Sr è l'acronimo di Saturno e Rea mentre n è il sequenziale assegnato alla maglia all'interno del reticolato. La numerazione delle maglie avviene da nord verso sud e da est verso ovest. Le maglie circumpolari sono di forma circolare. Ad ogni maglia, eccetto Ste-1, è stato inoltre assegnato un nome ripreso da un elemento topografico di rilievo che si trova nella maglia.
Le dimensioni delle maglie differiscono per numero di gradi di longitudine e latitudine coperti. Inoltre lungo i confini latitudinali le maglie si sovrappongono per 1 grado.
Complessivamente sono state definite cinque fasce di maglie. La prima, posta a cavallo dell'equatore, si estende tra i 22° S e i 22° N ed è suddivisa in cinque maglie di 72° di longitudine ciascuna. La seconda e la terza si estendono tra i 21° N/S e i 66° N/S e sono suddivise in quattro maglie di 90° di longitudine ciascuna. Per tutte queste fasce si è adottato come meridiano convenzionale per l'avvio della suddivisione in maglie quello posto a 0° E. Ciascuna delle altre fasce, che si estende oltre i 65° N/S, è composta dalla sola maglia circumpolare.

## Schema d'insieme
Il seguente schema illustra le posizioni relative delle maglie:
| Sr-1 Maglia Uku      |                      |                      |                      |                        |                        |                        |                        |                     |                     |                    |                    |                     |                     |                     |                     |                    |                    |                    |                    |
| Sr-5 Maglia Aananin  | Sr-5 Maglia Aananin  | Sr-5 Maglia Aananin  | Sr-5 Maglia Aananin  | Sr-5 Maglia Aananin    | Sr-4 Maglia Huracan    | Sr-4 Maglia Huracan    | Sr-4 Maglia Huracan    | Sr-4 Maglia Huracan | Sr-4 Maglia Huracan | Sr-3 Maglia Tirawa | Sr-3 Maglia Tirawa | Sr-3 Maglia Tirawa  | Sr-3 Maglia Tirawa  | Sr-3 Maglia Tirawa  | Sr-2 Maglia Ormazd  | Sr-2 Maglia Ormazd | Sr-2 Maglia Ormazd | Sr-2 Maglia Ormazd | Sr-2 Maglia Ormazd |
| Sr-10 Maglia Xamba   | Sr-10 Maglia Xamba   | Sr-10 Maglia Xamba   | Sr-10 Maglia Xamba   | Sr-9 Maglia Powehiwehi | Sr-9 Maglia Powehiwehi | Sr-9 Maglia Powehiwehi | Sr-9 Maglia Powehiwehi | Sr-8 Maglia Seveki  | Sr-8 Maglia Seveki  | Sr-8 Maglia Seveki | Sr-8 Maglia Seveki | Sr-7 Maglia Inktomi | Sr-7 Maglia Inktomi | Sr-7 Maglia Inktomi | Sr-7 Maglia Inktomi | Sr-6 Maglia Nzame  | Sr-6 Maglia Nzame  | Sr-6 Maglia Nzame  | Sr-6 Maglia Nzame  |
| Sr-14 Maglia Izanagi | Sr-14 Maglia Izanagi | Sr-14 Maglia Izanagi | Sr-14 Maglia Izanagi | Sr-14 Maglia Izanagi   | Sr-13 Maglia Wende     | Sr-13 Maglia Wende     | Sr-13 Maglia Wende     | Sr-13 Maglia Wende  | Sr-13 Maglia Wende  | Sr-12 Maglia Zicum | Sr-12 Maglia Zicum | Sr-12 Maglia Zicum  | Sr-12 Maglia Zicum  | Sr-12 Maglia Zicum  | Sr-11 Maglia Djuli  | Sr-11 Maglia Djuli | Sr-11 Maglia Djuli | Sr-11 Maglia Djuli | Sr-11 Maglia Djuli |
| Sr-15 Maglia Tuwale  |                      |                      |                      |                        |                        |                        |                        |                     |                     |                    |                    |                     |                     |                     |                     |                    |                    |                    |                    |